# Makarásana
Makarásana (मकरासन) neboli krokodýl je jednou z ásan.

## Etymologie
Název pochází ze sanskrtského slova makara, což znamená „krokodýl“ a asana (आसन), což znamená "držení těla" nebo "sezení".

## Popis
Je to relaxační ásana odvozená od Savásany.

## Výhody
Tradičně jde o relaxační postoj prospěšný u všech psychosomatických poruch, vhodný pro dýchací a trávicí ústrojí.